# هاشم رستگاری
هاشم رستگاری (۲۰ اردیبهشت ۱۳۶۴) یک بازیکن فوتبال هفت‌نفره اهل ایران است.

## افتخارات
او در ترکیب تیم ملی ایران برای شرکت در بازی‌های پارالمپیک تابستانی ۲۰۱۶ به ریودوژانیرو برزیل اعزام شد.تیم ملی فوتبال هفت‌نفره ایران در این مسابقات، با پیروزی مقتدرانه بر برزیل در مرحله ماقبل فینال، به دیدار پایانی صعود کرد. در این مرحله با قبول شکست برابر اوکراین به نایب‌قهرمانی پارالمپیک و نشان نقره مسابقات دست یافت.
وی در مسابقات پارآسیایی جاکارتا 2018 به مقام اول و مدال طلای دو 400 متر دست یافت.ایشان همچنین دارای نشان برنز مسابقات پارالمپیک لندن 2012 در رشته فوتبال هفت نفره میباشد. وی دارای دو نشان طلا مسابقات فوتبال هفت نفره در بازیهای آسیایی گوانگجو 2010 و اینچیون 2014 میباشد. ایشان در مسابقات جهانی فوتبال هفت نفره در سال 2011 که در هلند برگزار شد پس از قبول شکست مقابل تیم روسیه به مقام نایب قهرمانی دست یافت.